# Scapulaire de la sainte Face
Le scapulaire de la sainte Face est un scapulaire catholique associé à l'archiconfrérie de la sainte Face de Tours.

## Description
Le scapulaire de Tours se compose de deux morceaux de laine blanche attachés l'un à l'autre par des cordons, d'un côté se trouve l'image de la sainte Face et de l'autre le Titulus Crucis. Un autre scapulaire de la sainte Face existe depuis 1938, il est fait de laine et de cordon blanc avec d'un côté la face de Jésus avec les mots latin "Illumina Domine vultum tuum super nos" ("Seigneur, fais resplendir ta Face sur nous" selon Psaumes 66:2) et de l’autre côté se trouve le monogramme du Christ dans une hostie brillante avec les mots "Mane nobiscum, Domine" ("Reste avec nous, Seigneur" selon Luc 24:29). Le but des deux scapulaires est la réparation des offenses faites à Dieu.

## Origine
Le 25 octobre 1884, Mgr Meignan, archevêque de Tours établi une confrérie de la sainte Face dans l'oratoire de Léon Papin Dupont, les membres de cette confrérie portent sur eux une effigie de la sainte Face sur croix, médaille ou scapulaire.
L'autre scapulaire est dû à Maria Pierina, religieuse de l'immaculée Conception ; selon ses dires, le 31 mai 1938 alors qu'elle prie à la chapelle du noviciat de Milan, la Vierge lui apparaît tenant un scapulaire blanc à la main dont l’un des morceaux porte l’image du visage de Jésus et l’autre une hostie entourée de rayons, la madone demande le port du scapulaire pour la réparation des outrages qu’a reçu le Christ durant sa Passion et qu’il reçoit dans l'eucharistie, réparation qui doit se faire plus particulièrement le mardi. Ce scapulaire est plus courant sous la forme d'une médaille.

## Approbation
Léon XIII enrichi d'indulgences la confrérie de la sainte Face de Tours le 9 décembre 1884 et le 30 mars 1885, il l'élève au rang d'archiconfrérie le 1er octobre 1885, le scapulaire de Tours est reconnu par l'église mais les indulgences sont attachés à l'archiconfrérie et non au port du scapulaire. Celui de Mère Pierina est encouragé par l'église mais non reconnu officiellement.